# نار نار گون، ویکتوریا
نار نار گون (به انگلیسی: Nar Nar Goon) یک شهرک در استرالیا است که در Shire of Cardinia واقع شده‌است.